# Municipio de Custer (condado de Corson)
El municipio de Custer (en inglés: Custer Township) es un municipio ubicado en el condado de Corson en el estado estadounidense de Dakota del Sur. En el año 2010 tenía una población de 33 habitantes y una densidad poblacional de 0,25 personas por km².

## Geografía
El municipio de Custer se encuentra ubicado en las coordenadas 45°53′8″N 101°45′49″O / 45.88556, -101.76361. Según la Oficina del Censo de los Estados Unidos, el municipio tiene una superficie total de 133.27 km², de la cual 132,85 km² corresponden a tierra firme y (0,32 %) 0,42 km² es agua.

## Demografía
Según el censo de 2010, había 33 personas residiendo en el municipio de Custer. La densidad de población era de 0,25 hab./km². De los 33 habitantes, el municipio de Custer estaba compuesto por el 96,97 % blancos, el 3,03 % eran de otras razas. Del total de la población el 0 % eran hispanos o latinos de cualquier raza.